# Abstract Ritual
Az Abstract Ritual a budapesti Omega Diatribe zenekar második hivatalos kiadványa. Az album 2015. február 26-án látott napvilágot meg szerzői kiadásban, mivel az utolsó pillanatban bontották fel a szerződésüket a haldokló ausztrál Twin Peak Records-szal. A lemezt egy promóciós dal előzte meg, mely nagy érdeklődést váltott ki a magyar és nemzetközi metalzenei közösségben, hiszen a zenekarból távozó Metzger Dávid helyére, a világhírű Kevin Talley-t ültették a dobok mögé. A borítón Károlyi József tetováló művész munkája látható, amin egy meditáló alak szerepel, akinek a napfonat csakrája sárga színben tündököl egy energiaburkot alkotva maga köré.
Az Abstract Ritual megjelenésével a zenekar nyomatékosította a nevét a magyar és külföldi underground metal zenei világban.

## Az album dalai
Az összes szám szerzője az Omega Diatribe. 
| #  | Cím                                | Hossz |
| -- | ---------------------------------- | ----- |
| 1. | Subsequent Phase                   | 4:48  |
| 2. | Extrinsic                          | 4:16  |
| 3. | Hydrozoan Periods                  | 3:17  |
| 4. | Abstract Ritual                    | 4:47  |
| 5. | The Quantum                        | 3:27  |
| 6. | Unshadowed Days (Perception Remix) | 6:44  |

## Promóciós dalok
1. Hydrozoan Periods

## Közreműködők
Omega Diatribe
- Komáromi Gergely – ének
- Hájer Gergő – gitár, effektek
- Császár Attila – gitár
- Szathmáry Ákos – basszusgitár
- Kevin Talley – dobok

Produkció
- Hájer Gergő – zenei producer, hangmérnök, keverés, mastering
- Károlyi József – lemezborító
- Szathmáry Ákos – háttértörténet, kreatív források, szöveg design
- Nagy Tibor – zenekar fényképe, belső fénykép

## Érdekességek
- A The Quantum számban Terence McKenna beszéde hallható.